# 투폴레프 Tu-160
투폴레프 Tu-160(러시아어: Туполев Ту-160 Белый лебедь, NATO 보고명: 블랙잭)은 초음속 가변익 중형폭격기이자 전략폭격기로, 1970년대 소련의 투폴레프 디자인국이 설계하였다. 마하 2+ 초음속 군용기 중에서 가장 크고 무거운 기체이며, 총 길이와 최고 속도는 XB-70 발키리 다음이다. 2016년 기준으로 가장 크고 무거운 전투기이며, 가장 빠른 폭격기이며, 지금까지 비행한 비행기 중 가장 크고 무거운 가변익 비행기이다.
Tu-160은 소련을 위해 설계된 마지막 전략폭격기였다. 소련이 해체된 후 새로 독립한 우크라이나는 19대의 Tu-160 항공기를 보유하고 있었다. 우크라이나 Tu-160 11대는 러시아 연방에 의해 구매되었고, 나머지는 1990년대 말에 넌-루가르 협력 위협 감소 협정에 따라 폐기되었다. 이러한 조치에 따라, 투폴레프 Tu-160의 유일한 운용국은 2016년까지 16대의 Tu-160을 운용했던 러시아 항공우주군의 장거리 항공대이다. Tu-160은 2015년 11월 시리아 내전에 러시아군이 개입하면서 전투에 첫 선을 보였고, Kh-101 공중발사 순항미사일을 이용해 수많은 공습을 수행했다. 베네수엘라와 남아프리카 공화국과 같은 장거리 국가를 포함하여, Tu-160은 해외에서 다양한 배치 임무를 수행했다.
2000년대 초부터 운용 중이었던 Tu-160는 전자 시스템에 중점을 둔 여러 가지 업그레이드를 받았다. 기존 모델의 Tu-160M 현대화 프로그램은 2014년 12월에 최초로 향상된 항공기로 시작되었다. 2015년에 발표된 계획에서 러시아 정부는 50대의 Tu-160M 제조와 기존 Tu-160 기종의 성능 향상을 요구했다. TU-160M은 2022년 1월에 최초로 시험 비행을 했으며, 주문 받은 10대 중 2대는 2022년 6월에 러시아 공군에 인도될 예정이다.

## 같이 보기
- 투폴레프 PAK DA
- 록웰 B-1 랜서
- H-6 (항공기)
- 투폴레프 Tu-22M